# 夏尔·奥利翁
夏尔·奥利翁（法語：Charles Ollivon；1993年5月11日—）是一位法國橄欖球運動員。他是法國國家橄欖球隊的一員，代表法國參加了2015年橄欖球六國賽。